# Thomas Hellriegel
Thomas Hellriegel (Büchenau bei Bruchsal, 14 januari 1971) is succesvol Duits triatleet. Hij is gespecialiseerd in de lange afstand en eindigde meerdere keren op het podium van de Ironman Hawaï.
In 1992 werd hij Europees kampioen op triatlon op de middenafstand. Een jaar later werd hij Europees kampioen op de triatlon op de olympische afstand. Na twee keer een tweede plaats in 1995 en 1996 wist Thomas in 1997 als eerste Duitser de Ironman Hawaï te winnen. In 2001 behaalde hij een derde plaats bij deze wedstrijd. Zijn sterkste punt is het fietsen, wat hem in Hawaï de bijnaam "Hell on wheels" opgeleverd. Op bijna alle wedstrijden die hij doet heeft hij het fietsparcoursrecord in handen. Het fietsrecord wat hij bij de Ironman Hawaï in 1996 neerzette, werd pas elf jaar later door Normann Stadler verbeterd tot 4:18.23 (26 mpu).

## Titels
- Wereldkampioen triatlon op de Ironman-afstand - 1997

## Resultaten Ironman Hawaï
- 1995: 2e
- 1996: 2e
- 1997: 1e
- 1998: 8e
- 1999: 6e
- 2001: 3e
- 2002: 4e
- 2003: 11e
- 2004: DNF
- 2005: 42e
- 2007: DNF
- 2008: DNF
- 2009: DNF

## Overwinningen
1995
- Ironman Lanzarote

1996
- Ironman Canada

1997
- Ironman Hawaï

1999
- Ironman USA Lake Placid

2000
- Ironman New Zealand

2003
- Ironman Lanzarote